# Danvikcenter

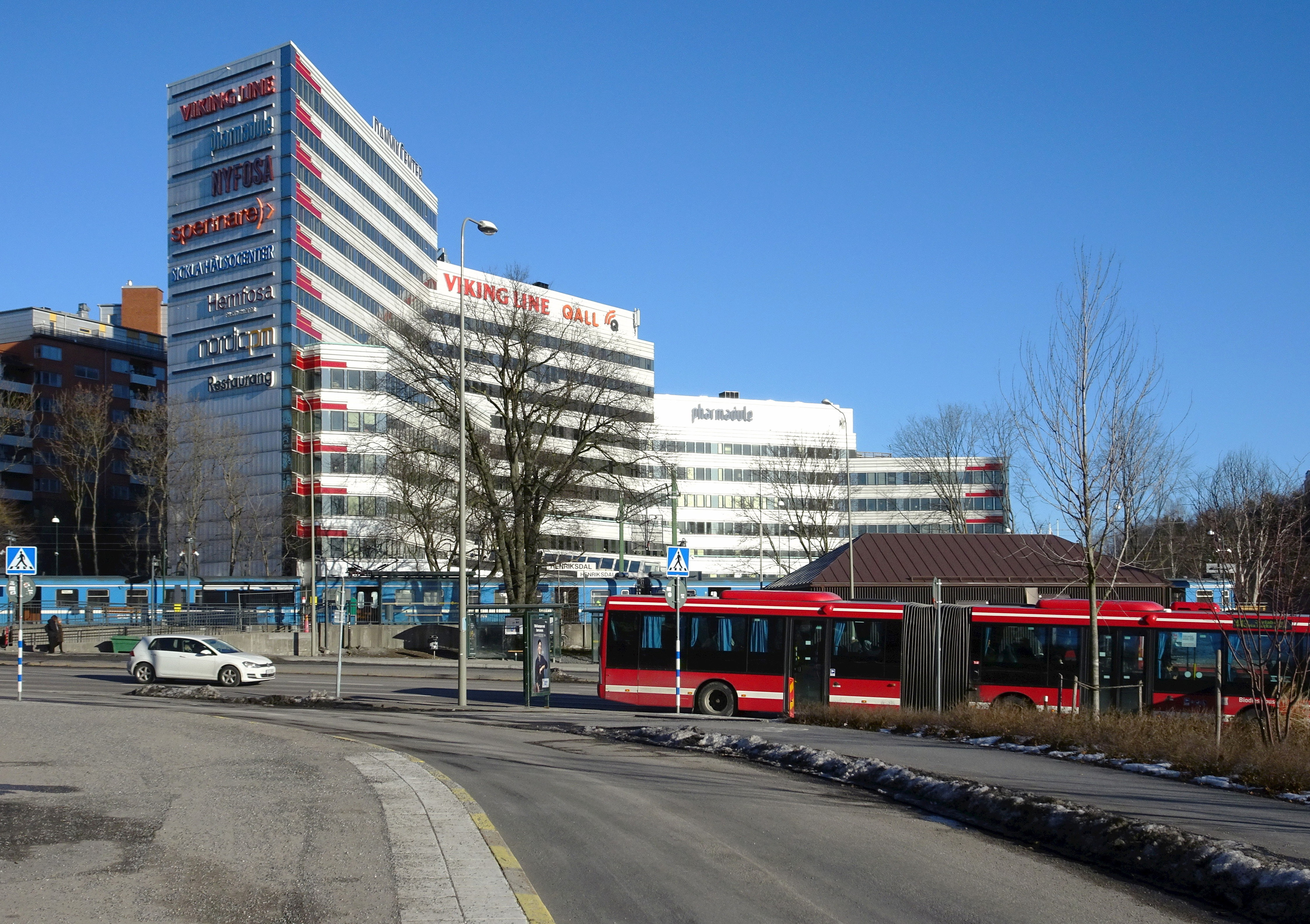
Danvikcenter i februari 2019.

Danvikcenter är ett kontorshus vid Hästholmsvägen intill Henriksdals trafikplats i Nacka kommun. Can Arkitekter gjorde ritningarna. 1987 tilldelades byggnaden European Award For Steel Structures.

## Kontorshuset
Tomten förvärvades 1981 av Folke Ericsson byggnads AB (Feba) från Nacka kommun som resultat av en markanvisningstävling avseende detaljplan och utformning av nybyggnad på fastigheten. Huset uppfördes åren 1984 till 1986 med Feba som byggherre och byggentreprenör. Arne Hill AB stod för konstruktionerna. Projektledare var Lennart Ericsson. Feba hade tidvis sitt eget huvudkontor i byggnaden.
Byggnaden består av fyra sammanbyggda volymer med olika höjd som trappar ner mot sydost. Komplexet är format i svag böj som ett "C" kring en innergård med terrasser, planteringar, statyer, en fontän och altaner. Stommen utgörs av bärande pelare och balkar av stål, med platsgjutna betongbjälklag gjutna med kvarsittande form av plåtkassetter som samtidigt utgör armering. Fasaderna är klädda med gråvita plåtkassetter. Den uthyrbara ytan är ca 15 000 m². 
Första inflyttningen ägde rum i september 1986. Största hyresgäst blev Viking Line. Feba ägde fastigheten till 1996 och såldeden då till Fabege.

Bilder, kontorshuset
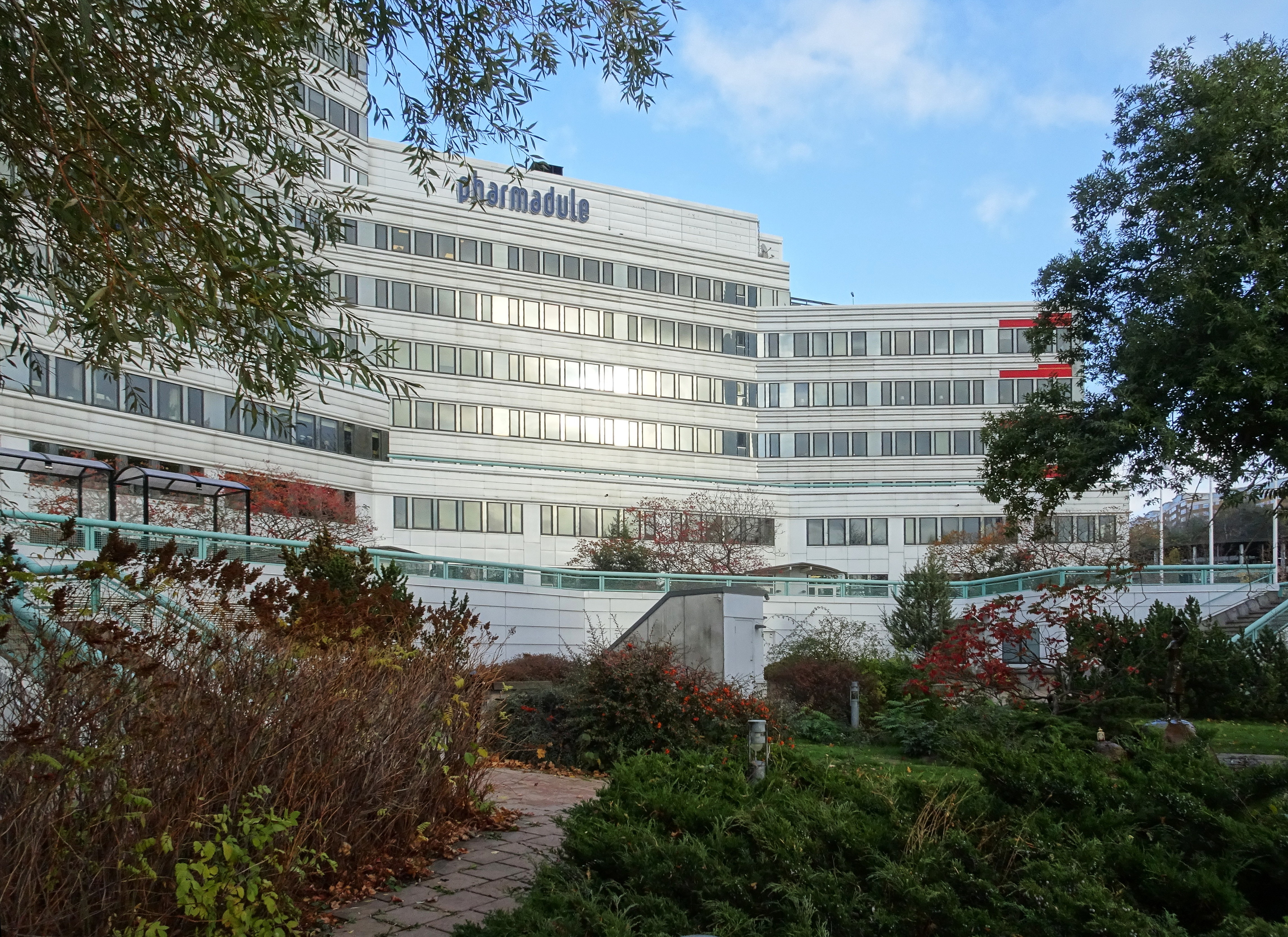
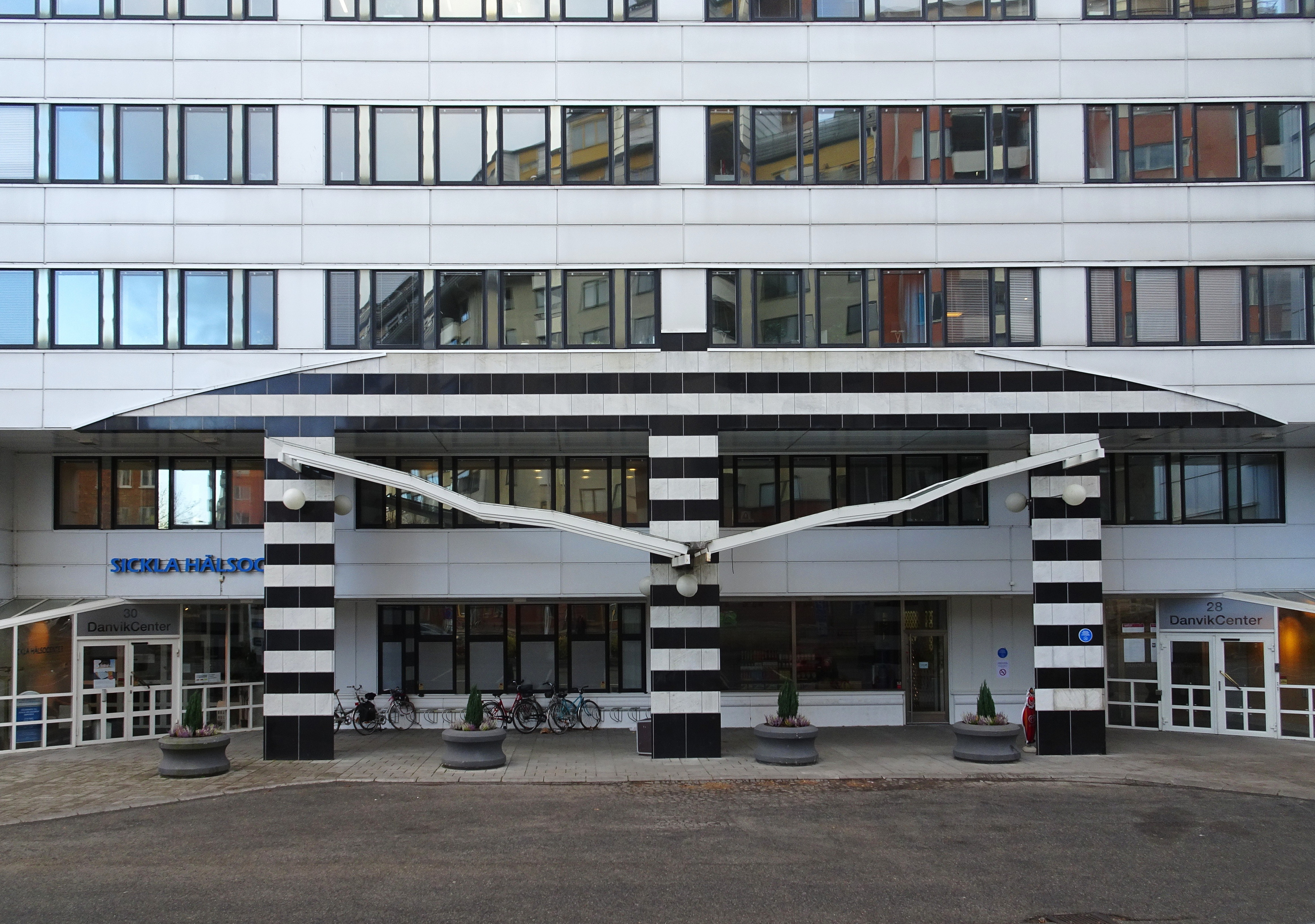
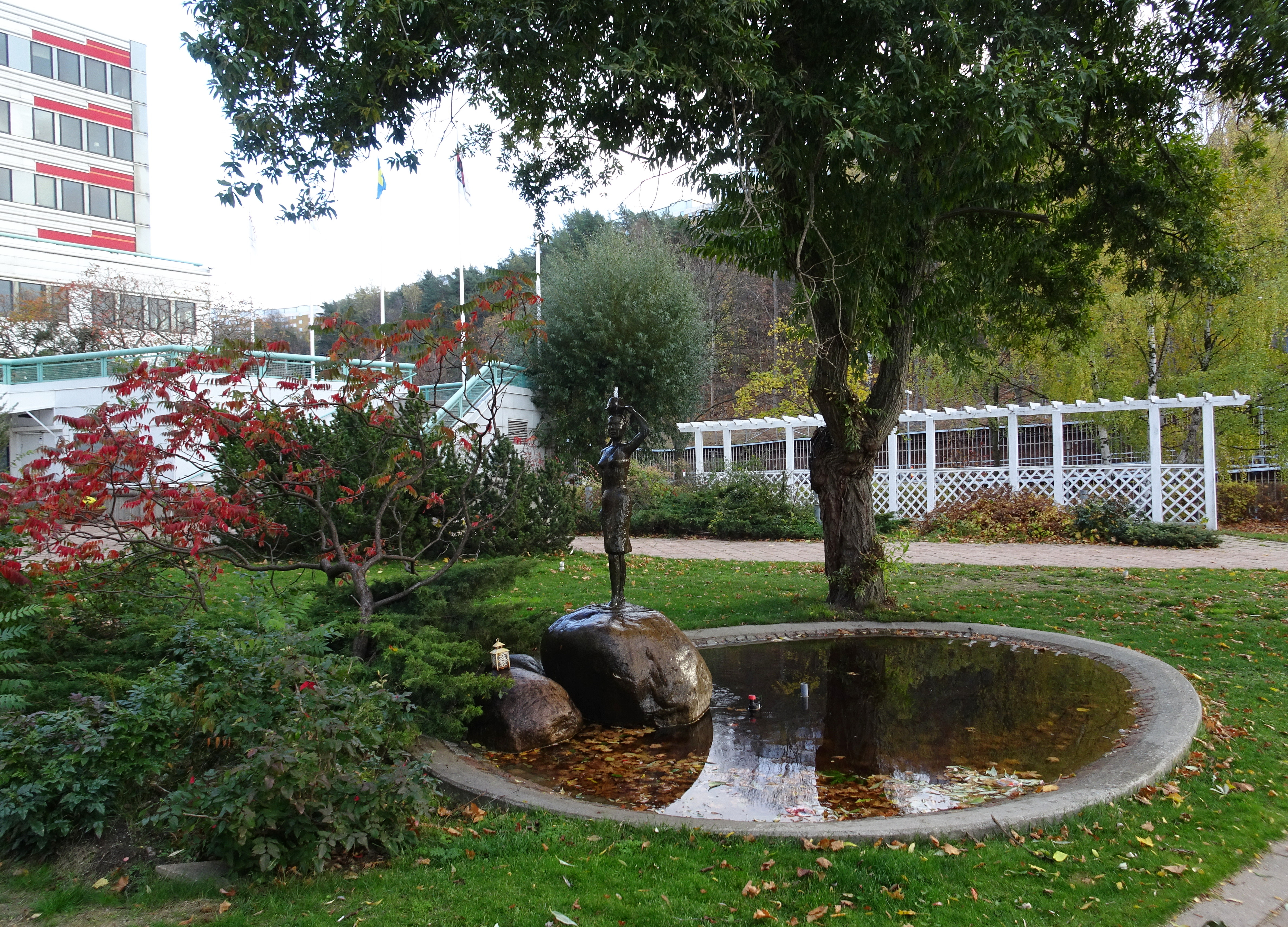
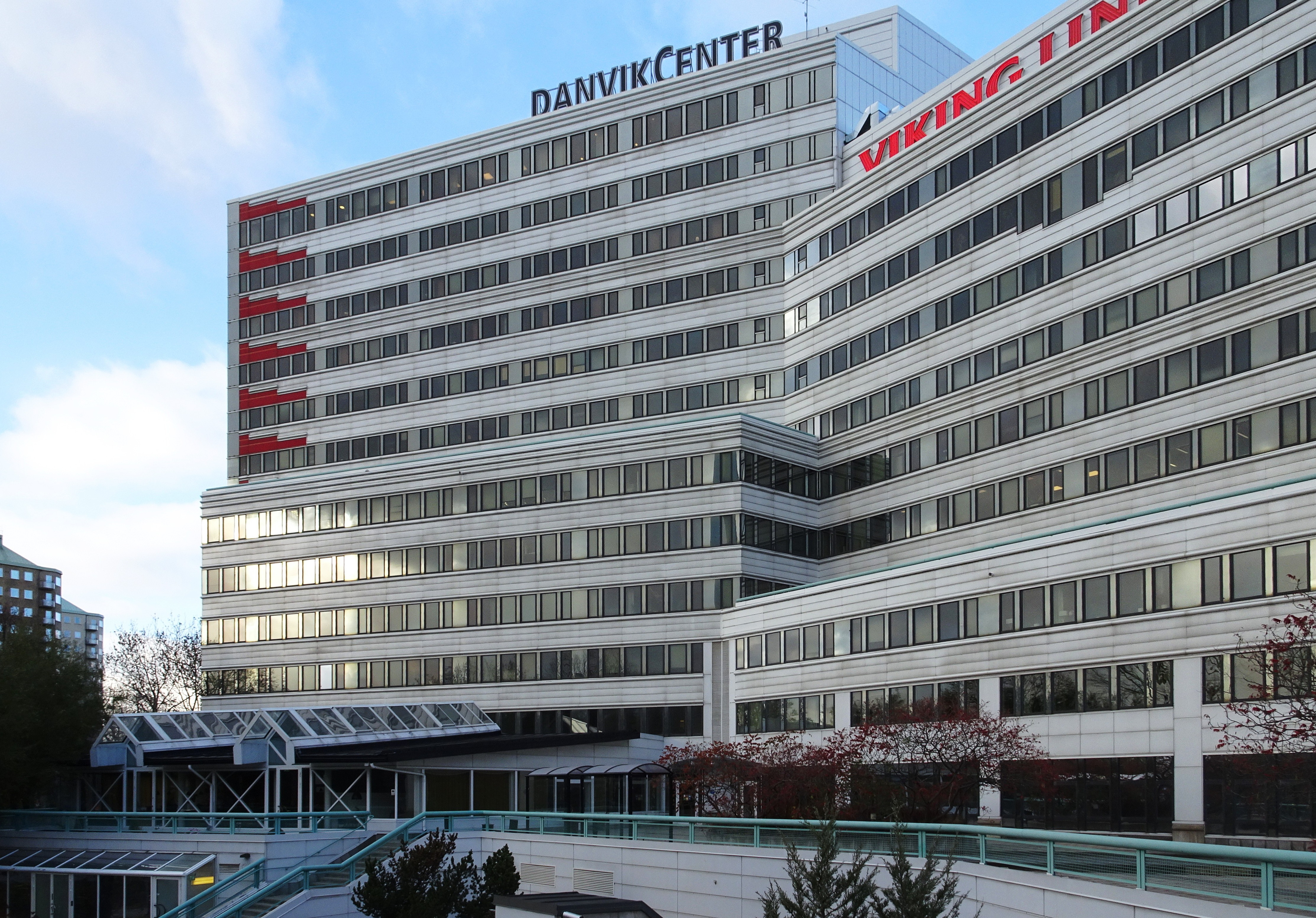

## Parkeringshuset

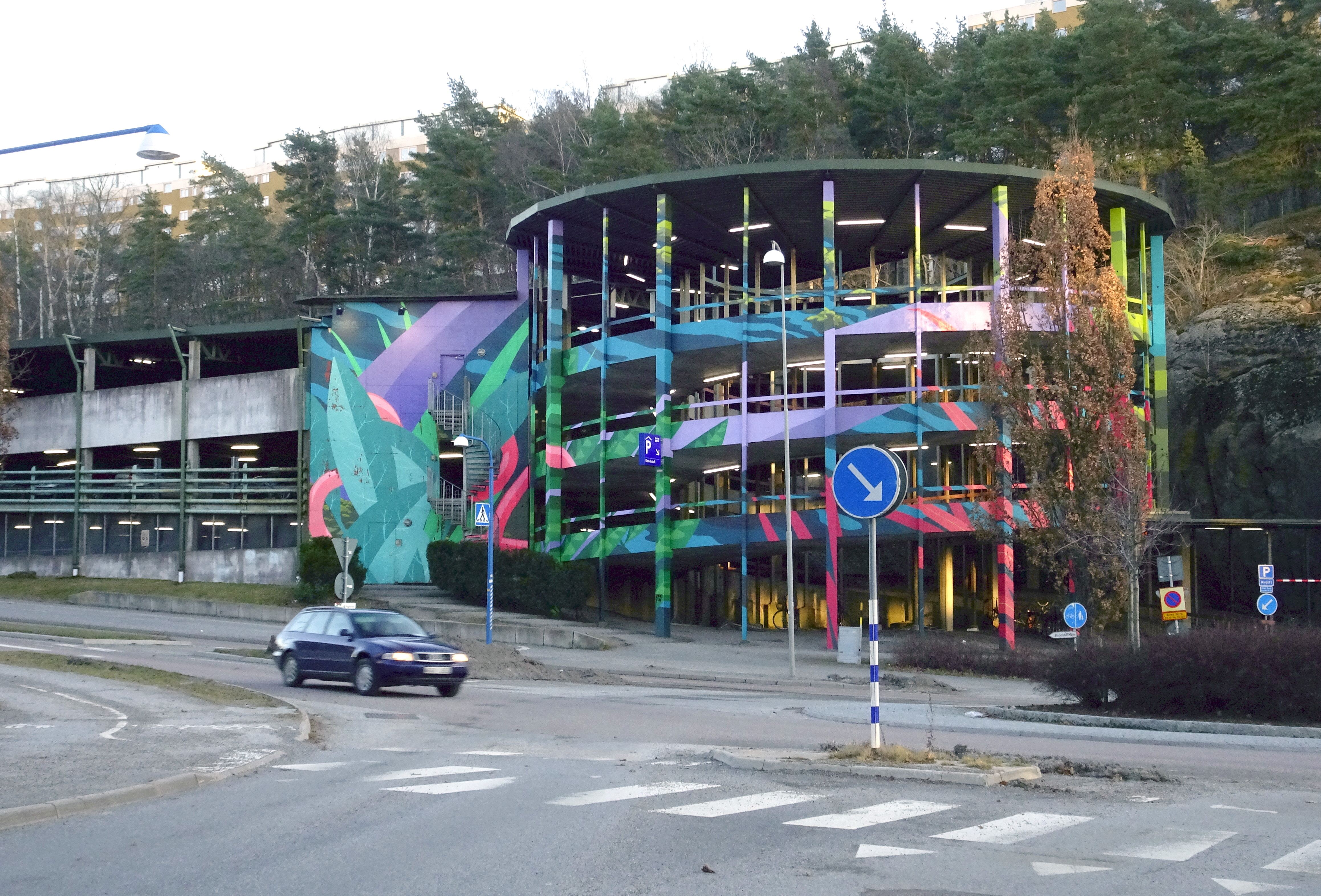
P-huset i ny skepnad, 2022.

Mittemot Danvikcenter, på Kvarnholmsvägen 12, hade ägaren Feba en obebyggd tomt som nyttjades för korttidsparkering. Man befarade att parkeringsplatserna för kontorshusets hyresgäster inte skulle räcka till och planerade därför bygget av ett parkeringshus i tre plan för totalt 300 bilar. En ny detaljplan för tomten vann laga kraft i december 1988 och året därpå uppfördes bygget efter ritningar av Can Arkitekter som även stått för formgivningen av Danvikcenter några år tidigare.
Parkeringshuset med sin råa betongstruktur blev inget populärt bygge och framröstades så småningom som Nackas fulaste hus. År 2019 gav Ikano Bostad den chilenska gatukonstnären Nelson Cekis i uppdrag att utföra en muralmålning på parkeringshuset som numera ägs av Ikano. Cekis konstverk blev en av 17 väggmålningar som 2019 utfördes av olika gatukonstnärer i Nacka kommun i samband med muralmålningsfestivalen Wall Street.